# Desideri nel sole
Desideri nel sole (Adieu Philippine) è un film del 1962 diretto da Jacques Rozier.

## Trama
Michel (Jean-Claude Aimini), un giovane parigino degli anni 60, deve presto partire per l'Algeria per fare il suo servizio militare. Nel frattempo lavora come macchinista in televisione, quando incontra Liliane (Yveline Céry) e Juliette (Stefania Sabatini), due amiche inseparabili come le mandorle "filippine". Michel pensa ai suoi ultimi giorni di libertà, lascia il lavoro e va in vacanza sulle strade della Corsica dove le due ragazze decidono di unirsi a lui.

## Produzione
Dopo il successo di À bout de souffle, nel 1960, Jean-Luc Godard presentò il suo amico Jacques Rozier al produttore dei suoi primi film, Georges de Beauregard. Quest'ultimo consente a Rozier di dirigere il suo primo film. Adieu Philippine è ispirato all'estetica del neorealismo italiano e Rozier sceglie i suoi attori per strada. Ma la produzione del film è difficile. Le riprese si svolgono in parte in Corsica in montagne accessibili solo con il mulo.
Le colonne sonore andarono perdute e per Rozier, non avendo conservato alcuna traccia scritta dei dialoghi, fu necessario ricostruire i dialoghi leggendo sulle labbra degli attori. Georges de Beauregard non crede allora più al film e Rozier deve acquistare i diritti del film con gli amici per completarlo ed essere in grado di mostrarlo al festival di Cannes nel 1962: il film, selezionato per la prima edizione della Settimana della critica, ricevendo un premio. Il film arriva finalmente nel cinema nel settembre del 1963,

## Critica
Premiato alla prima edizione della Settimana della critica, viene salutato dalla critica e diventa uno dei film emblematici della Nouvelle Vague.
Jean-Michel Frodon lo vede come il film che meglio condensa lo spirito della Nouvelle Vague. Il critico Louis Skorecki lo descrive cosi:
François Truffaut ha descritto il film nei termini seguenti:
Nel luglio 2018, è stato selezionato per essere proiettato nella sezione Classici di Venezia al 75 ° Festival Internazionale del Cinema di Venezia.